# 망막 수평 세포
수평 세포(horizontal cell)는 척추동물 눈 망막의 속핵층(inner nuclear layer, 내핵층)에 세포체가 있는 측면으로 상호 연결된 뉴런이다. 이는 여러 광수용기 세포의 입력을 통합하고 조절하는 데 도움이 된다. 그 기능 중 수평 세포는 측면 억제를 통해 대비를 증가시키고 밝고 어두운 빛 조건에 적응하는 역할을 하는 것으로 알려져 있다. 수평 세포는 간상세포와 원뿔체 광수용체에 억제 피드백을 제공한다. 이는 다양한 유형의 망막 신경절 세포의 수용 영역의 중심-주변 길항 특성에 중요하다고 생각된다.
다른 망막 뉴런에는 광수용기 세포, 양극성 세포, 무축삭 세포, 망막 신경절 세포가 포함된다.

## 같이 보기
- 양극세포
- 옵신
- 신경돌기
- 속얼기층(inner plexiform layer)